# Naoya Uozato
Naoya Uozato (魚里 直哉 Uozato Naoya?, Sumoto, Hyogo, 3 de agosto de 1995) es un futbolista japonés que juega como centrocampista en el Tegevajaro Miyazaki.

## Trayectoria

### Clubes
| Club                | País  | Año       |
| ------------------- | ----- | --------- |
| Cerezo Osaka        | Japón | 2018      |
| Gainare Tottori     | Japón | 2018-2022 |
| Fujieda MYFC        | Japón | 2023      |
| Tegevajaro Miyazaki | Japón | 2024-     |